# العلاقات الفلسطينية الكازاخستانية
العلاقات الفلسطينية الكازاخستانية هي العلاقات الدولية بين دولة فلسطين والجمهورية الكازاخستانية. تمتلك دولة فلسطين سفارة لها في العاصمة الكازاخستانية نور سلطان، بينما تقوم سفارة كازاخستان لدى الأردن بالتمثيل الدبلوماسي لدى دولة فلسطين.

## التاريخ
بدأت العلاقات بين البلدين عندما وُقع الاعتراف المتبادل بينهما في ديسمبر 1991 خلال زيارة رئيس منظمة التحرير الفلسطينية رئيس دولة فلسطين ياسر عرفات إلى كازاخستان بعد انفصالها عن الاتحاد السوفييتي ولقاء رئيس جمهورية كازاخستان نور سلطان نزارباييف.
تدعم كازاخستان حل القضية الفلسطينية عبر حل الدولتين وفق القانون الدولي وقرارات مجلس الأمن التابع للأمم المتحدة والجمعية العامة للأمم المتحدة، وإقامة دولة فلسطينية مستقلة على حدود ما قبل حرب عام 1967. كما أنها تؤيد مبادرة السلام العربية، وتطبيق قرارات 194، و242 و338.
منحت كازاخستان في عام 2007 مبنى متعدد الطوابق للاستخدام المجاني ليكون مقرًا للسفارة الفلسطينية لديها.

## التمثيل الدبلوماسي
لاحقًا في 6 أبريل 1992، وقع نبيل عمرو سفير دولة فلسطين لدى روسيا الاتحادية اتفاقية لتبادل التمثيل الدبلوماسي بين البلدين مع نائب وزير الشؤون الخارجية الكازاخستانية.

### التمثيل الدبلوماسي الفلسطيني
في 4 يونيو 1993، افتتحت سفارة دولة فلسطين لدى كازاخستان وقدم محمد عبد الله صالح ترشحاني أوراق اعتماده سفيرًا لدولة فلسطين لدى كازاخستان إلى الرئيس نور سلطان نزارباييف.
في 31 ديسمبر 2005، عُين وليد حسن سفيرًا لدولة فلسطين لدى كازاخستان، وفي 12 يونيو 2006 قدم أوراق اعتماده إلى الرئيس الجمهورية.
في يونيو 2008، عُين حسين يوسف يوسف أبو العلا سفيرًا لدولة فلسطين لدى كازاخستان.
في يوليو 2015، عُين منتصر فؤاد عبد الرحمن أبو زيد سفيرًا لدولة فلسطين لدى كازاخستان، وفي 7 أغسطس 2015 قدم أوراق اعتماده إلى نائب وزير الخارجية الكازاخستاني. وفي 14 أكتوبر 2015 قدمها إلى الرئيس الكازاخستاني.

### التمثيل الدبلوماسي الكازاخستاني
ابتداءً من مايو 2011، كُلفت سفارة كازاخستان لدى الأردن بملف السياسة الخارجية مع دولة فلسطين بدلًا من سفارة كازاخستان لدى إسرائيل.
في 10 أبريل 2012، عين الرئيس الكازاخستاني سفيره لدى الأردن بولات سارسينبايف سفيرًا غير مقيم لدى دولة فلسطين، وفي 2 مايو 2012 قدم أوراق اعتماده إلى الرئيس الفلسطيني محمود عباس. واستمر حتى سبتمبر 2014.
في 7 مايو 2016، قدم عضمات بيرديباي أوراق اعتماده إلى الرئيس الفلسطيني سفيرًا فوق العادة مفوضًا غير مقيمًا لكازاخستان لدى دولة فلسطين.
في 9 فبراير 2021، قدم إيدربيك توماتوف أوراق اعتماده في مدينة عمان إلى وزير الخارجية والمغتربين الفلسطيني رياض المالكي سفيرًا غير مقيمًا لكازاخستان لدى دولة فلسطين. وفي 15 سبتمبر 2021، أعاد تسليم أوراق اعتماده في السفارة الفلسطينية بالعاصمة الأردنية عمان إلى الرئيس محمود عباس وتمت المراسم عبر تقنية مؤتمرات الفيديو.
في 13 فبراير 2025، سلّم طلعت رحيمقولولي شالدانباي نسخة من أوراق اعتماده سفيرًا غير مقيم لكازاخستان إلى الرئيس عباس في مقر سفارة دولة فلسطين في الأردن.